# INSPIRE-HEP
INSPIRE-HEP — цифрова бібліотека з відкритим доступом у галузі фізики високих енергій (ФВЕ). Наступниця бази даних Stanford Physics Information Retrieval System (SPIRES), основної бази даних літератури з фізики високих енергій від 1970-х років.

## Історія
SPIERS був (разом із сервером документів CERN (англ. CERN Document Server; CDS), arXiv і частин Астрофізичної інформаційної системи НАСА) одним із основних інформаційних ресурсів щодо частинок. Опитування 2007 року показало, що користувачі бази даних SPIERS хотіли, щоб портал надавав більше послуг, ніж могла надати система, якій на той час було вже 30 років. Тому в травні 2008 року на другому щорічному саміті фахівців з інформації з фізики елементарних частинок і астрофізики фізичні лабораторії CERN, DESY, SLAC і Fermilab оголосили, що працюватимуть разом над створенням нової наукової інформаційної системи з фізики високих енергій під назвою INSPIRE. Він взаємодіє з іншими постачальниками даних із ФВЕ, такими як arXiv.org, Particle Data Group, Астрофізична інформаційна система НАСА і HEPdata. У квітні 2010 року відкрито вільний доступ до бета-версії INSPIRE-HEP, у квітні 2012 року вона повністю замінила SPIRES. в березні 2020 року офіційно випущено оновлену платформу INSPIRE.

## Вміст
INSPIRE-HEP поєднує вміст бази даних SPIRES-HEP із програмним забезпеченням цифрової бібліотеки з відкритим кодом Invenio та вмістом сервера документів CERN. Окрім наукових статей, INSPIRE-HEP надає іншу інформацію, таку як показники цитування, графіки, видобуті зі статей або нотаток про внутрішні експерименти, та інструменти для користувачів, щоб покращити метадані, наприклад краудсорсинг для усунення неоднозначності автора. Станом на серпень 2012 року INSPIRE-HEP містить 1,1 млн записів. INSPIRE надає не лише базу даних літератури з фізики високих енергій, але й інші послуги, пов'язані з цією галуззю:
- HEPNames: повний каталог людей, які займаються фізикою високих енергій[16]
- Institutions (Інституції): база даних із понад 7000 інститутів, пов'язаних із галуззю ФВЕ; інформація про кожен інститут містить посилання на всі документи в INSPIRE-HEP, пов'язані із закладом, а також список людей (взятий із HEPNames)
- Conferences (Конференції): колекція зустрічей і конференцій з питань ФВЕ
- Jobs (Вакансії): перелік академічних і дослідницьких робіт, що становлять інтерес для спільноти в галузі ФВЕ, ядерної фізики, фізики прискорювачів і астрофізики
- Experiments (Експерименти): база даних, що містить результати експериментів із ФВЕ та пов'язаних галузей із різних лабораторій і місць у всьому світі

### Цитування
1. ↑  Helmholtz Open Access: Newsletter 23 vom 18.08.2008. Oa.helmholtz.de. Архів оригіналу за 6 лютого 2013. Процитовано 17 серпня 2012. [Архівовано 2013-02-06 у Archive.is]
2. ↑  Gentil-Beccot, A., Mele S., Holtkamp, A., O'Connell, H., and Brooks, T.
3. ↑  High-Energy Physics Labs Join to Build a New Scientific Information System. 27 травня 2008.
4. ↑  Warner, S., and Rieger, O. (2010)
5. ↑  Latest Edition of the "Particle Physics Bible" Now Online. 18 червня 2012.
6. ↑  In search of the Big Bang.
7. ↑  Invenio User Group Workshop 2017. Indico. Процитовано 5 квітня 2020.
8. 1 2  Quantum Diaries.
9. ↑  Physicists, start your searches: INSPIRE database now online.
10. ↑  The next generation of INSPIRE is here!. CERN (англ.). 30 березня 2020. Процитовано 5 квітня 2020.
11. ↑  Neue Informationsplattform für die Hochenergiephysiker. 21 травня 2008.
12. ↑  Quantum Diaries.
13. ↑  Gülzow, V., and Kemp, Y. (2012)
14. ↑  DPHEP Study Group (2012)
15. ↑  http://infocamp.ch/crowdsourcing-in-der-bibliothek/ [недоступне посилання з березень 2022]
16. ↑  Symmetry magazine.